# نادي سيريد
نادي سيريد هو نادي كرة قدم سلوفاكي يلعب في دوري السوبر السلوفاكي،تأسس النادي في 1914.
نادي سيريد (ŠKF Sereď) هو نادي كرة قدم سلوفاكي تأسس في 28 يونيو 1914 في مدينة سيريد، ويُعد من أقدم الأندية في سلوفاكيا. يُلقب الفريق بلقب “ŠKF” (Športový Klub Futbalu Sereď)، ويمتلك ملعبًا بسعة 2,800 متفرج يُعرف باسم “Štadión Sereď” 